# 早碁選手権戦
早碁選手権戦（はやごせんしゅけんせん）は、囲碁の棋戦で、テレビ東京で「日曜囲碁対局」として放映された。日本棋院と関西棋院の棋士が参加する。1968年から開始され、2002年35期まで実施。2003年からは鶴聖戦と統合され、「スーパー早碁」と名称を変更。

## 方式
- 出場棋士は、賞金ランキング上位棋士と、新鋭トーナメント戦優勝者の、16名。
- トーナメント方式で争われ、12-18期の決勝戦は3番勝負、その他は1番勝負。
- 持時間
  - 1-16期 一人10分、使い切ると1手30秒
  - 17-33期 一人5分、使い切ると1手30秒、3分の考慮時間を2回
  - 34-35期 持ち時間無し、1手10秒、1分の考慮時間を10回

## 歴代優勝者と決勝戦
（左が優勝者）
1. 1969年 藤沢秀行 - 藤沢朋斎
2. 1970年 橋本宇太郎 - 大平修三
3. 1971年 宮下秀洋 - 藤沢朋斎
4. 1972年 藤沢朋斎 - 橋本宇太郎
5. 1973年 小林光一 - 藤沢朋斎
6. 1974年 大竹英雄 - 橋本昌二
7. 1975年 橋本昌二 - 大竹英雄
8. 1976年 林海峰 - 坂田栄男
9. 1977年 大平修三 - 山部俊郎
10. 1978年 武宮正樹 - 藤沢秀行
11. 1980年 石田芳夫 2-1 大竹英雄
12. 1981年 坂田栄男 2-1 加藤正夫
13. 1982年 小林光一 2-1 山部俊郎
14. 1983年 石田芳夫 2-0 小林光一
15. 1984年 石田芳夫 2-1 小林光一
16. 1985年 林海峰 2-0 加藤正夫
17. 1986年 趙治勲 2-1 小林光一
18. 1987年 小林光一 - 趙治勲
19. 1987年 林海峰 - 石田芳夫
20. 1988年 加藤正夫 - 武宮正樹
21. 1989年 武宮正樹 - 加藤正夫
22. 1990年 趙治勲 - 林海峰
23. 1991年 趙治勲 - 結城聡
24. 1992年 趙治勲 - 王立誠
25. 1993年 片岡聡 - 依田紀基
26. 1994年 加藤正夫 - 山田規三生
27. 1995年 結城聡 - 林海峰
28. 1996年 趙治勲 - 依田紀基
29. 1997年 小林光一 - 王立誠
30. 1998年 片岡聡 - 加藤正夫
31. 1999年 加藤正夫 - 小林覚
32. 2000年 小林覚 - 小林光一
33. 2001年 趙治勲 - 小林光一
34. 2002年 趙治勲 - 石田芳夫

## 記録
- 最多優勝 7回 趙治勲
- 新鋭トーナメントから出場して優勝 小林光一（1973年）